# Mjötjärnen, Jämtland
Mjötjärnen är en sjö i Åre kommun i Jämtland och ingår i Indalsälvens huvudavrinningsområde.